# Vitam et Mortem
Vitam et Mortem ist eine kolumbianische Death-Metal-Band. Der Bandname kommt aus dem Lateinischen und bedeutet „Leben und Tod“.
Die Band wurde im März 2002 von Julián David Trujillo Moreno (Gesang), Alejandro Betancur (Gitarre) und Julián Felipe Rodríguez Montoya (Schlagzeug) in El Carmen de Viboral, Departamento de Antioquia als Folk-Metal-Band gegründet. Ihr Stil änderte sich im Laufe der Zeit in Death Metal beziehungsweise Black Metal. Dieser Mix bezeichnet man auch als Extreme Metal. In manchen Liedern erkennt man, dass die Band ihren Ursprung aus dem Folk Metal Genre hat, da die Band in diesen Liedern folkloristische Musikinstrumente, wie die Panflöte verwendet.
Derzeit (2019) besteht die Band aus Frontman Julián Trujillo Moreno (Gesang), Juan Morales Moreno (Bass), Julián Rodríguez (Schlagzeug), Juan Camilo Morales Moreno (Gitarre) und Nicolás Jiménez Zapata (Bass).

## Geschichte
Nach der Gründung im März 2002 spielte die Band anfangs Folk Metal mit Death-Metal-Einflüssen, änderten jedoch später den Musikstil. Betancur wurde von Diego an der Gitarre ersetzt.
Im Februar 2007 veröffentlichte die Band ihr Debütalbum Life in Death bei dem südamerikanischen Label Cannibal Natives, das großen Einfluss auf die amerikanische, mexikanische, spanische und schwedische Death-Metal-Szene hatte. Das Album erreichte in vielen südamerikanischen Metal-Magazinen positive Rezensionen. Darunter waren Kritiken in den kolumbianischen Magazinen Darkness Magazine, Metal Harmony Magazine, Extreme, Ritual Zine, Cathedral Magazine und Metal 100 % Colombiano. Kurze Zeit nach der Veröffentlichung des Albums verließ der Schlagzeuger Vladdymir die Band und wurde durch Julian Rodríguez ersetzt. Die Band spielte in Medellín auf den Altavoz-Play-Offs, wo sie gewann und damit einen Auftritt beim Altavoz International zusammen mit Sepultura hatten. Dieses Konzert fand am 15. Oktober 2007 statt und es war der erste Auftritt mit einer professionellen Band.
Die Band gab zudem Konzerte in ganz Kolumbien und wurde nicht zuletzt wegen ihrer stetig wachsenden Fangemeinde von der amerikanischen Metalband Obituary eingeladen, in ihrem Vorprogramm aufzutreten. Dies war am 27. April 2008 in Bogotá. Im Juli desselben Jahres veröffentlichte die Band ihr zweites Album Commanding the Obscure Imperius und von Extreme Cult Music vertrieben wurde. Um das Album international bekannt zu machen, ging die Band erstmals auf Südamerika-Tour (Comandando la muerte a Sudamérica). Das Album wurde in ganz Südamerika verkauft und erhielt auch vorwiegend gute Kritiken.
Anfang 2010 gab die Band bekannt, Juan Carlos Henao als Bassisten aufzunehmen und Kadir Cardona abzulösen. Bis Mai 2010 produzierte die Band ihr drittes Album, das Death Metal 666 heißt. Eine DVD zum Album wurde ebenfalls produziert. Das Album ist schließlich unter dem Titel Death Metal 666 – Invoking the End am 17. Mai 2010 erschienen. Das Cover zeigt Jesus von Nazareth, der an ein Pentagramm genagelt wurde. Auf der linken Seite steht ein Medizinmann und auf der rechten Seite der ägyptische Totengott, der Jesus einen Speer in die Brust rammt. Auf Sockeln sieht man mehrere Totenschädel.
Am 17. April 2010 spielten Vitam et Mortem als Vorgruppe der deutschen Band Nargaroth in Medellín. Im August spielte die Band mit der Band Monstrosity. Die Band will zukünftig mit einem neuen Label die Alben auch in Europa, Asien und in den USA vertreiben. Das im Jahr 2020 veröffentlichte Album El Río de la Muerte wurde über Satanath Records und Exhumed Records veröffentlicht.

## Musikstil und Thematik
Die Band spielt Death Metal im Stil der 1990er Jahre. Beeinflusst er von Nile, Behemoth, Morbid Angel, Vital Remains, Cannibal Corpse und Dark Funeral. Auf der offiziellen Myspace-Präsenz beschreibt die Band ihren Musikstil als Brutal Death Metal mit Black-Metal-Einflüssen beziehungsweise als Extreme Death Metal im Inlay des Albums Life in Death. Die Band distanziert sich vom NSBM.
Geprägt wird der Musikstil von tief gestimmten Gitarren, Doublebass und tiefen Growls. In den Liedern Fire in My Soul und Dentro De La Magia De Las Sombras aus dem Debütalbum verwendet die Band auch folkloristische Musikinstrumente, wie die Panflöte. Im letzteren Song verwendet der Sänger neben dem gutturalen auch einen klaren Gesang.
Die Thematik der Band ist hauptsächlich Blasphemie. Auf ihrem aktuellen Album wurde zudem das Lied Black Metal der Band Venom herausgebracht. Des Weiteren werden in den Liedern die Vertreibung der südamerikanischen Ureinwohner und die Kolonisierung durch die Spanier mit Hernán Cortés und Francisco Pizarro besungen und kritisiert. Auf dem Titelbild des neuen Albums ist Jesus an ein Pentagramm genagelt abgebildet und von dem ägyptischen Totengott den Speer in die Brust gerammt bekommt. Das Cover zeigt u. a. die anti-christliche Seite der Bandmitglieder.
Einzelne Lieder handeln auch von Göttern der aztekischen Mythologie, wie zum Beispiel dem Kriegsgott Huitzilopochtli im Lied Blood for Huitzilopochtli aus dem Album Death Metal 666 – Invoking the End und dem Totengott Mictecacihuatl im Lied Mictecacihuatl I Invoke Her aus dem Album Commanding the Obscure Imperius.
Die Texte der Band werden hauptsächlich in spanischer Sprache verfasst, teilweise auch in Englisch gesungen. Hauptsächlich beschreiben die Texte blasphemische Hintergründe, die Unterdrückung der südamerikanischen Urvölker, die Eroberung Amerikas durch Cortés und Pizarro. Im Lied Satan My Force aus dem Album Commanding the Obscure Imperius greift die Band auch satanische Themen auf, außerdem verwendet sie im Inlay des ersten Albums häufig Drudenfüße. Die Bandmitglieder vertreten daneben misanthropische Ideen.

## Weitere Projekte
Julian Trujillo ist Gründer des Death-Metal-Soloprojekts Flaggalation, das ebenfalls bei Extreme Cult Music unter Vertrag steht. 2007 kam das Album Prostitution of Darkness heraus.
Das Ex-Vitam-et-Mortem-Mitglied David Arana ist bei den Death-Metal-Bands The Mirror, Blasting Hatred und Sargatana aktiv. Mit allen Bands veröffentlichte er allerdings nur Demo-CDs, wobei er Schlagzeug spielt.

## Diskografie
- 2007: Life in Death (Cannibal Natives)
- 2008: Commanding the Obscure Imperius (Extreme Cult Music)
- 2010: Death Metal 666 – Invoking the End
- 2014: Historia de Tirania (Murdher Records)
- 2017: Sinfonía para el funeral de un ángel
- 2020: El Río de la Muerte (Satanath Records)